# Nacjonalizm wenecki

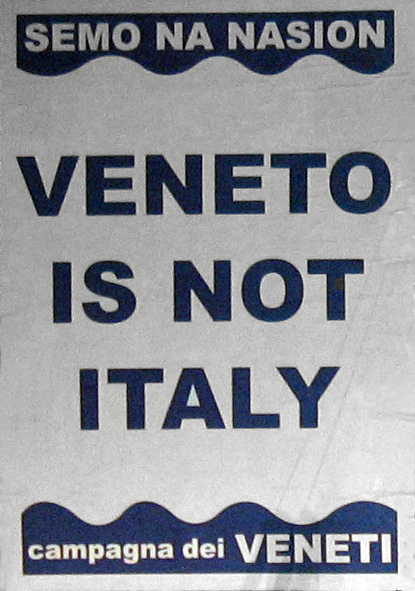
Plakat z lokalnej kampanii w 2009 roku z napisem "Veneto is not Italy" czyli "Wenecja to nie Włochy"

Nacjonalizm wenecki – ruch polityczny szczególnie popularny na terytorium dawnej Republiki Weneckiej opowiadający się za zwiększeniem autonomii Wenecji lub jej całkowitą niepodległością. 
Wenecki nacjonalizm promuje dziedzictwo, tradycję, kulturę wenecką i język wenecki. Najważniejszą partią opowiadającą się za weneckim nacjonalizmem jest Liga Veneta. Radykalni zwolennicy weneckiego nacjonalizmu opowiadają się za utworzeniem niepodległego państwa weneckiego na dawnym terytorium Republiki Weneckiej czyli na obecnych terenach Wenecji Euganejskiej, Friuli-Wenecji Julijskiej i części Lombardii. W 2014 roku odbyło się nieoficjalne internetowe głosowanie, w którym za odłączeniem Wenecji Euganejskiej od Włoch opowiedziało się 89% głosujących. Frekwencja według organizatorów wyniosła 73% uprawnionych do głosowania (2,3 mln.). Kilkukrotnie próbowano zorganizować weneckie referendum autonomiczne, jednak w 1992 i 2000 roku włoski Sąd Konstytucyjny uznał ewentualne referendum za niezgodne z włoską konstytucją. W 2015 roku Sąd Konstytucyjny uznał niewiążące referendum w sprawie autonomii Wenecji Euganejskiej za zgodne z włoską konstytucją. Takie referendum odbyło się w 2017 roku, uczestniczyło w nim 57,2% uprawnionych do głosowania, 98,1% uczestników referendum zagłosowało za zwiększeniem autonomii Wenecji Euganejskiej. W grudniu 2016 rada regionu Wenecja Euganejska przyjęła uchwałę w której "naród wenecki" uznano za mniejszość etniczną; uchwała ta została uchylona przez włoski Sąd Konstytucyjny w kwietniu 2018 roku.